# Trompa (arquitectura)

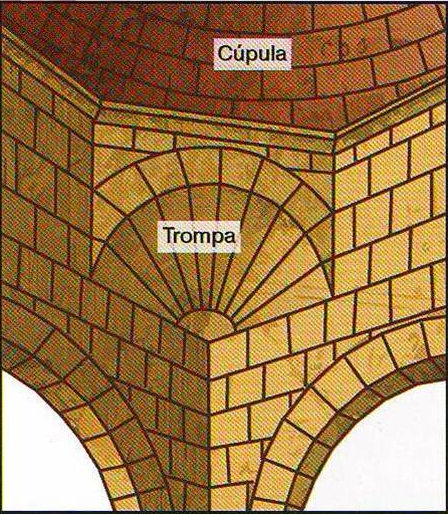
Trompa

La trompa, en arquitectura, és un element estructural de sustentació que permet transformar, de baix a dalt, una planta quadrada en una octogonal. És utilitzada per aguantar cimboris i cúpules, ja que aquestes es farien sobre la planta octogonal. Sembla una volta semi-cònica amb el vèrtex a l'angle entre dos murs i la part ampla cap a fora.
Amb freqüència se sol confondre la trompa amb la petxina, ja que són dos elements que tenen una funcionalitat molt semblant.

## Construcció

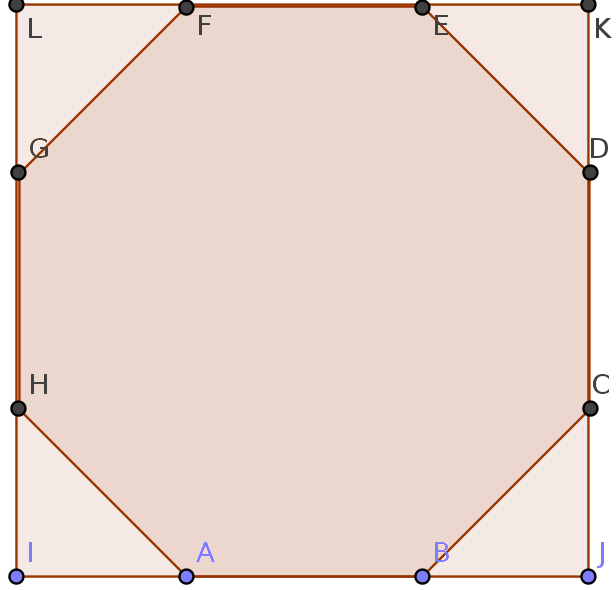
Sistema de pas d'una planta quadrada a una octogonal

Com es pot veure en el dibuix, si volem passar d'una planta quadrada IJKL a una octogonal ABCDEFGH, sobre la planta quadrada hauríem d'unir, entre d'altres, els vèrtexs HA i això es podria fer, per exemple, amb un arc de mig punt en HA i unint aquest arc amb el vèrtex I amb una volta volada, la trompa.

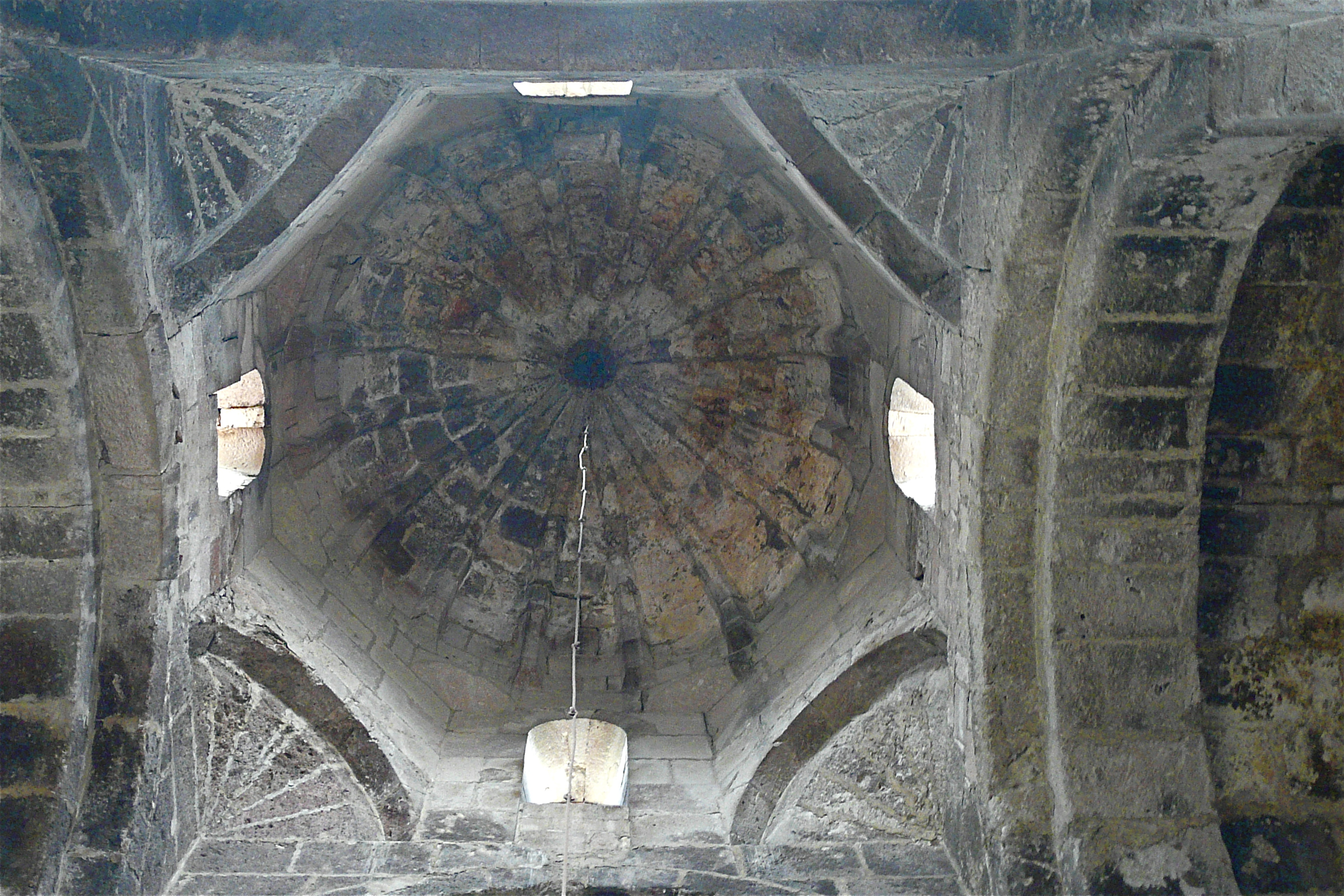
Trompes suportant una cúpula en la basílica d'Odzun, Armenia

## Història
Es va fer servir per primera vegada en l'arquitectura islàmica, probablement a l'Iran. Es va estendre a l'arquitectura romana d'Orient i l'arquitectura romànica